# .223 WSSM
.223 WSSM (англ. Winchester Super Short Magnum — патрон фирмы Винчестер, сверхкороткий магнум) — винтовочный патрон повышенной мощности, с высокой начальной скоростью пули.

## История
Патрон .223 WSSM был создан по оружейным меркам совсем недавно — в 2003 году совместными усилиями двух известных американских фирм «Браунинг» и «Винчестер». Фирмы справились с поставленной задачей — получить патрон малого калибра, но с максимальной начальной скоростью пули, которая давала бы исключительно настильную траекторию.
За основу был взят уже существовавший патрон .300 WSM (Winchester Short Magnum) калибра 7,62 мм, гильзу которого обжали до широко распространённого калибра .223 (фактический калибр, как и у всех патронов .223, — 0,224 дюйма). Сочетание лёгкой малокалиберной пули с мощным пороховым зарядом в сравнительно большой гильзе сделало новый патрон одним из лидеров среди всех патронов такого калибра по скорости пули — до 1300 м/с и даже больше. Короткая и толстая гильза была выбрана тоже не случайно, она обеспечила очень быстрое сгорание пороха и стала ещё одной из причин высокой скорости пули.

## Особенности, достоинства и недостатки
Внешний вид патрона .223 WSSM отличается большим своеобразием. Бросается в глаза необычайно короткая и толстая гильза длиной 42,3 мм, что всего в 3 раза больше её диаметра у основания (14,1 мм).
Патрон .223 WSSM существует ещё не настолько долго, чтобы полностью проявить свои положительные и отрицательные черты, но уже можно сказать, что его несомненным плюсом является чрезвычайно настильная траектория пули и очень высокая меткость. Однако именно необычная форма гильзы обернулась весьма серьёзными недостатками. Слишком короткая гильза — причина нередких случаев «залипания» патрона в патроннике и его плохого извлечения. Происходит это, видимо, потому, что ось гильзы в момент её досылания расположена далеко от оси ствола, а поскольку гильза почти цилиндрическая, то и пуля в первый момент подачи направлена не в сторону входа в патронник. Слишком острое плечо гильзы также не способствует мягкости подачи. Соответственно, многие специалисты не рекомендуют использовать этот патрон при ответственных или опасных охотах.
Из-за сильнейшего давления, которое развивает патрон, и высокой температуры сгорания пороха, стрельба им приводит к повышенному износу ствола. Но это свойственно вообще всем высокоскоростным патронам малого и среднего калибра. Другой немаловажный недостаток — сильная отдача.

## Применение
Благодаря высокой меткости и настильной траектории пули патрон .223 WSSM стал популярным боеприпасом для варминтинга. Для обычной охоты он подходит меньше. По средней и, тем более, крупной дичи патрон «работает» слабо — убойность лёгкой (2,6…7 г с дульной энергией 1,6…2,8 кДж соответственно) пули недостаточна несмотря даже на её огромную скорость. Мелкую дичь и птицу пуля, напротив, на близких дистанциях сильно разорвёт из-за мощного фугасного действия при попадании. Поэтому применение патрона для охоты пока достаточно ограничено, хотя в Северной Америке оружейные фирмы рекламируют патрон .223 WSSM с 4,1-граммовой пулей как подходящий для охоты на разнообразных оленей.
В целом, патрон принадлежит к числу довольно популярных боеприпасов, особенно в США. Под него производится широкий выбор оружия. В России он распространён меньше.
Военного применения патрон .223 WSSM не имеет.